# Gran Premio de las Américas de Motociclismo de 2023
El Gran Premio de las Américas de 2023 (oficialmente: Red Bull Grand Prix of the Americas) fue la tercera prueba del Campeonato del Mundo de Motociclismo de 2023. Tuvo lugar el fin de semana del 14 al 16 de abril de 2023 en el Circuito de las Américas, situado en la ciudad de Austin, Texas (Estados Unidos).
La primera carrera sprint de MotoGP fue ganada por Francesco Bagnaia, seguido de Álex Rins y Jorge Martín.
La carrera de MotoGP fue ganada por Álex Rins, seguido de Luca Marini y Fabio Quartararo. Pedro Acosta fue el ganador de la prueba de Moto2, por delante de Tony Arbolino y Bo Bendsneyder. La carrera de Moto3 fue ganada por Iván Ortolá, Jaume Masiá fue segundo y Xavier Artigas tercero.

## Resultados

### Resultados MotoGP

#### Carrera Sprint
| Pos.    | N.º | Piloto                | Equipo                       | Constructor | Vueltas | Tiempo    | Parrilla | Puntos |
| ------- | --- | --------------------- | ---------------------------- | ----------- | ------- | --------- | -------- | ------ |
| 1       | 1   | Francesco Bagnaia     | Ducati Lenovo Team           | Ducati      | 10      | 20:35.270 | 1        | 12     |
| 2       | 42  | Álex Rins             | LCR Honda Castrol            | Honda       | 10      | +2.545    | 2        | 9      |
| 3       | 89  | Jorge Martín          | Prima Pramac Racing          | Ducati      | 10      | +4.706    | 12       | 7      |
| 4       | 41  | Aleix Espargaró       | Aprilia Racing               | Aprilia     | 10      | +5.052    | 6        | 6      |
| 5       | 33  | Brad Binder           | Red Bull KTM Factory Racing  | KTM         | 10      | +8.175    | 11       | 5      |
| 6       | 72  | Marco Bezzecchi       | Mooney VR46 Racing Team      | Ducati      | 10      | +8.877    | 5        | 4      |
| 7       | 10  | Luca Marini           | Mooney VR46 Racing Team      | Ducati      | 10      | +9.453    | 3        | 3      |
| 8       | 88  | Miguel Oliveira       | CryptoDATA RNF MotoGP Team   | Aprilia     | 10      | +10.768   | 15       | 2      |
| 9       | 43  | Jack Miller           | Red Bull KTM Factory Racing  | KTM         | 10      | +12.448   | 10       | 1      |
| 10      | 12  | Maverick Viñales      | Aprilia Racing               | Aprilia     | 10      | +12.739   | 8        |        |
| 11      | 5   | Johann Zarco          | Prima Pramac Racing          | Ducati      | 10      | +14.251   | 9        |        |
| 12      | 36  | Joan Mir              | Repsol Honda Team            | Honda       | 10      | +14.988   | 13       |        |
| 13      | 30  | Takaaki Nakagami      | LCR Honda Idemitsu           | Honda       | 10      | +15.592   | 17       |        |
| 14      | 21  | Franco Morbidelli     | Monster Energy Yamaha MotoGP | Yamaha      | 10      | +16.534   | 14       |        |
| 15      | 25  | Raúl Fernández        | CryptoDATA RNF MotoGP Team   | Aprilia     | 10      | +19.290   | 19       |        |
| 16      | 37  | Augusto Fernández     | GasGas Factory Racing Tech3  | KTM         | 10      | +23.128   | 20       |        |
| 17      | 49  | Fabio Di Giannantonio | Gresini Racing MotoGP        | Ducati      | 10      | +25.626   | 16       |        |
| 18      | 6   | Stefan Bradl          | Repsol Honda Team            | Honda       | 10      | +25.787   | 21       |        |
| 19      | 20  | Fabio Quartararo      | Monster Energy Yamaha MotoGP | Yamaha      | 10      | +27.169   | 7        |        |
| 20      | 94  | Jonas Folger          | GasGas Factory Racing Tech3  | KTM         | 10      | +46.973   | 22       |        |
| Ret     | 73  | Álex Márquez          | Gresini Racing MotoGP        | Ducati      | 6       | Caída     | 4        |        |
| Ret     | 51  | Michele Pirro         | Ducati Lenovo Team           | Ducati      | 5       | Retirado  | 18       |        |
| Fuente: |     |                       |                              |             |         |           |          |        |

#### Carrera larga
| Pos.    | N.º | Piloto                | Equipo                       | Constructor | Vueltas | Tiempo              | Parrilla | Puntos |
| ------- | --- | --------------------- | ---------------------------- | ----------- | ------- | ------------------- | -------- | ------ |
| 1       | 42  | Álex Rins             | LCR Honda Castrol            | Honda       | 20      | 41:14.649           | 2        | 25     |
| 2       | 10  | Luca Marini           | Mooney VR46 Racing Team      | Ducati      | 20      | +3.498              | 3        | 20     |
| 3       | 20  | Fabio Quartararo      | Monster Energy Yamaha MotoGP | Yamaha      | 20      | +4.936              | 7        | 16     |
| 4       | 12  | Maverick Viñales      | Aprilia Racing               | Aprilia     | 20      | +8.318              | 8        | 13     |
| 5       | 88  | Miguel Oliveira       | CryptoDATA RNF MotoGP Team   | Aprilia     | 20      | +9.989              | 15       | 11     |
| 6       | 72  | Marco Bezzecchi       | Mooney VR46 Racing Team      | Ducati      | 20      | +12.049             | 5        | 10     |
| 7       | 5   | Johann Zarco          | Prima Pramac Racing          | Ducati      | 20      | +12.242             | 9        | 9      |
| 8       | 21  | Franco Morbidelli     | Monster Energy Yamaha MotoGP | Yamaha      | 20      | +20.399             | 14       | 8      |
| 9       | 49  | Fabio Di Giannantonio | Gresini Racing MotoGP        | Ducati      | 20      | +27.981             | 16       | 7      |
| 10      | 37  | Augusto Fernández     | GasGas Factory Racing Tech3  | KTM         | 20      | +28.217             | 20       | 6      |
| 11      | 51  | Michele Pirro         | Ducati Lenovo Team           | Ducati      | 20      | +32.370             | 18       | 5      |
| 12      | 94  | Jonas Folger          | GasGas Factory Racing Tech3  | KTM         | 20      | +1:08.065           | 18       | 4      |
| 13      | 33  | Brad Binder           | Red Bull KTM Factory Racing  | KTM         | 20      | +1:23.012           | 11       | 3      |
| Ret     | 6   | Stefan Bradl          | Repsol Honda Team            | Honda       | 18      | Caída               | 21       |        |
| Ret     | 30  | Takaaki Nakagami      | LCR Honda Idemitsu           | Honda       | 11      | Caída               | 17       |        |
| Ret     | 36  | Joan Mir              | Repsol Honda Team            | Honda       | 8       | Caída               | 13       |        |
| Ret     | 1   | Francesco Bagnaia     | Ducati Lenovo Team           | Ducati      | 7       | Caída               | 3        |        |
| Ret     | 43  | Jack Miller           | Red Bull KTM Factory Racing  | KTM         | 6       | Caída               | 10       |        |
| Ret     | 25  | Raúl Fernández        | CryptoDATA RNF MotoGP Team   | Aprilia     | 6       | Problemas mecánicos | 19       |        |
| Ret     | 41  | Aleix Espargaró       | Aprilia Racing               | Aprilia     | 0       | Caída               | 6        |        |
| Ret     | 73  | Álex Márquez          | Gresini Racing MotoGP        | Ducati      | 0       | Choque              | 4        |        |
| Ret     | 89  | Jorge Martín          | Prima Pramac Racing          | Ducati      | 0       | Choque              | 12       |        |
| Fuente: |     |                       |                              |             |         |                     |          |        |

### Resultados Moto2
| Pos.    | N.º | Piloto                  | Constructor | Vueltas | Tiempo    | Parrilla | Puntos |
| ------- | --- | ----------------------- | ----------- | ------- | --------- | -------- | ------ |
| 1       | 37  | Pedro Acosta            | Kalex       | 16      | 34:42.879 | 2        | 25     |
| 2       | 14  | Tony Arbolino           | Kalex       | 16      | +0.146    | 8        | 20     |
| 3       | 64  | Bo Bendsneyder          | Kalex       | 16      | +5.851    | 4        | 16     |
| 4       | 52  | Jeremy Alcoba           | Kalex       | 16      | +6.049    | 10       | 13     |
| 5       | 12  | Filip Salač             | Kalex       | 16      | +7.462    | 3        | 11     |
| 6       | 54  | Fermín Aldeguer         | Boscoscuro  | 16      | +7.668    | 11       | 10     |
| 7       | 21  | Alonso López            | Boscoscuro  | 16      | +7.715    | 5        | 9      |
| 8       | 40  | Arón Canet              | Kalex       | 16      | +8.078    | 7        | 8      |
| 9       | 13  | Celestino Vietti        | Kalex       | 16      | +11.114   | 1        | 7      |
| 10      | 18  | Manuel González         | Kalex       | 16      | +12.561   | 9        | 6      |
| 11      | 35  | Somkiat Chantra         | Kalex       | 16      | +13.607   | 15       | 5      |
| 12      | 75  | Albert Arenas           | Kalex       | 16      | +14.001   | 13       | 4      |
| 13      | 22  | Sam Lowes               | Kalex       | 16      | +20.054   | 18       | 3      |
| 14      | 71  | Dennis Foggia           | Kalex       | 16      | +22.990   | 14       | 2      |
| 15      | 79  | Ai Ogura                | Kalex       | 16      | +28.820   | 16       | 1      |
| 16      | 16  | Joe Roberts             | Kalex       | 16      | +31.893   | 16       |        |
| 17      | 84  | Zonta van den Goorbergh | Kalex       | 16      | +34.734   | 21       |        |
| 18      | 4   | Sean Dylan Kelly        | Kalex       | 16      | +34.934   | 22       |        |
| 19      | 33  | Rory Skinner            | Kalex       | 16      | +42.540   | 24       |        |
| 20      | 72  | Borja Gómez             | Kalex       | 16      | +49.973   | 26       |        |
| 21      | 28  | Izan Guevara            | Kalex       | 16      | +51.470   | 27       |        |
| 22      | 98  | David Sanchis           | Forward     | 16      | +1:05.224 | 28       |        |
| 23      | 2   | Soichiro Minamimoto     | Kalex       | 16      | +1:44.447 | 29       |        |
| Ret     | 11  | Sergio García           | Kalex       | 9       | Retirado  | 20       |        |
| Ret     | 24  | Marcos Ramírez          | Forward     | 8       | Retirado  | 25       |        |
| Ret     | 7   | Barry Baltus            | Kalex       | 7       | Caída     | 12       |        |
| Ret     | 19  | Lorenzo Dalla Porta     | Kalex       | 3       | Caída     | 19       |        |
| Ret     | 3   | Lukas Tulovic           | Kalex       | 0       | Caída     | 23       |        |
| DNS     | 96  | Jake Dixon              | Kalex       |         | No empezó | 6        |        |
| 1.      |     |                         |             |         |           |          |        |
| Fuente: |     |                         |             |         |           |          |        |

### Resultados Moto3
| Pos.    | N.º | Piloto             | Constructor | Vueltas | Tiempo         | Parrilla | Puntos |
| ------- | --- | ------------------ | ----------- | ------- | -------------- | -------- | ------ |
| 1       | 48  | Iván Ortolá        | KTM         | 14      | 32:01.062      | 3        | 25     |
| 2       | 5   | Jaume Masiá        | Honda       | 14      | +0.457         | 1        | 20     |
| 3       | 43  | Xavier Artigas     | CFMoto      | 14      | +0.558         | 9        | 16     |
| 4       | 10  | Diogo Moreira      | KTM         | 14      | +0.567         | 4        | 13     |
| 5       | 96  | Daniel Holgado     | KTM         | 14      | +0.657         | 5        | 11     |
| 6       | 53  | Deniz Öncü         | KTM         | 14      | +9.493         | 14       | 10     |
| 7       | 38  | David Salvador     | KTM         | 14      | +9.547         | 12       | 9      |
| 8       | 80  | David Alonso       | Gas Gas     | 14      | +9.663         | 22       | 8      |
| 9       | 6   | Ryusei Yamanaka    | Honda       | 14      | +9.975         | 7        | 7      |
| 10      | 99  | José Antonio Rueda | KTM         | 14      | +10.085        | 11       | 6      |
| 11      | 27  | Kaito Toba         | Honda       | 14      | +12.430        | 15       | 5      |
| 12      | 64  | Mario Aji          | Honda       | 14      | +15.789        | 23       | 4      |
| 13      | 95  | Collin Veijer      | Husqvarna   | 14      | +15.967        | 21       | 3      |
| 14      | 19  | Scott Ogden        | Honda       | 14      | +16.179        | 23       | 2      |
| 15      | 54  | Riccardo Rossi     | Honda       | 14      | +16.124        | 17       | 1      |
| 16      | 55  | Romano Fenati      | Honda       | 14      | +23.833        | 13       |        |
| 17      | 92  | David Almansa      | CFMoto      | 14      | +24.404        | 28       |        |
| 18      | 7   | Filippo Farioli    | KTM         | 14      | +24.401        | 20       |        |
| 19      | 16  | Andrea Migno       | KTM         | 14      | +24.676        | 24       |        |
| 20      | 72  | Taiyo Furusato     | KTM         | 14      | +24.913        | 19       |        |
| 21      | 22  | Ana Carrasco       | KTM         | 14      | +35.940        | 26       |        |
| Ret     | 44  | David Muñoz        | KTM         | 13      | Caída          | 16       |        |
| Ret     | 82  | Stefano Nepa       | KTM         | 13      | Caída          | 6        |        |
| Ret     | 71  | Ayumu Sasaki       | Husqvarna   | 12      | Daño por caída | 2        |        |
| Ret     | 18  | Matteo Bertelle    | Honda       | 6       | Caída          | 8        |        |
| Ret     | 63  | Syarifuddin Azman  | KTM         | 5       | Caída          | 18       |        |
| Ret     | 24  | Tatsuki Suzuki     | Honda       | 4       | Caída          | 10       |        |
| DNS     | 70  | Joshua Whatley     | Honda       |         | No empezó      | 27       |        |
| 1.      |     |                    |             |         |                |          |        |
| Fuente: |     |                    |             |         |                |          |        |